# Jean-Philippe Cariat
Pas d'image ? Cliquez ici

a Compétitions nationales et continentales officielles uniquement.

Jean-Philippe Cariat né le 8 août 1954 à Nogaro est un joueur et entraîneur de rugby à XV français.

## Biographie
Né à Nogaro, Jean- Philippe Cariat est un enfant de Riscle. Sur les bords de l'Adour, il est bercé, par l'époque lourdaise et montoise. À 16 ans, il joue en première en honneur à la Jeunesse sportive riscloise. Il rejoint ensuite le FC Auch et devient professeur agrégé d'éducation physique (dans la même promotion que Guy Novès).
Mais il doit ensuite quitter Auch et Toulouse au gré des mutations de l'éducation nationale. Un an à Reims puis Angoulême puis quelques clubs aux alentours. Au fil du temps, l'entraîneur prend petit à petit le pas sur le joueur. À Angoulême, il est poussé par les joueurs pour entraîner en fin de saison après le remerciement de l'entraîneur en place.
Entraîneur du SC Angoulême, de l'US Cognac, du CA Périgueux, de l'US Colomiers, de la Section paloise puis du FC Grenoble, il est ensuite entraîneur adjoint de l'Italie, aux côtés de Pierre Berbizier puis du sud-africain Nick Mallett.
Il professeur d'éducation physique et sportive au collège Henri-Martin de Villebois-Lavalette (Charente) début des années 1990 où il est entraîneur de l'équipe de rugby UNSS Villebois Lavalette. Il est ensuite professeur à l'université de Poitiers, au lycée international de Colomiers, puis à l'université Toulouse-III-Paul-Sabatier.

## Parcours d'entraîneur
- SC Angoulême
- US Cognac
- 1995 - 1997 : CA Périgueux
- SC Angoulême
- 1999 - 2003 : US Colomiers
- 2003 - 2004 : Section paloise (arrières)
- mars-juin 2005 : FC Grenoble (arrières)[5]
- 2005 - 2009 :  Italie (adjoint)